# Hospital Memorial Rey Eduardo VII
El Hospital Memorial Rey Eduardo VII (en inglés: King Edward VII Memorial Hospital) es el principal centro médico de las Islas Malvinas. Ubicado en la capital isleña, cuenta con médicos cirujanos y departamentos de radiología, odontología y servicio de emergencia. Cuenta con 29 camas, de las cuales 18 son camas de agudos, una de maternidad, una unidad de aislamiento, una unidad de cuidados intensivos de dos dormitorios y siete camas de larga estancia del hogar de ancianos. Hay médicos y enfermeras, parteros y odontólogos, y servicios de obstetricia y ginecología, oftalmología, psiquiatría, traumatología, otorrinolaringología y cirugía oral y maxilofacial.
La atención médica a los asentamientos rurales remotos se realiza a través de consultas telefónicas y visitas regulares. En una situación de emergencia, se realizan vuelos sanitarios a través del Servicio Aéreo del Gobierno de las Islas Malvinas.
El edificio actual data de 1987, después de que un incendio destruyera el edificio anterior de madera. Sus instalaciones actuales están muy equipadas.
Su nombre se debe al rey Eduardo VII del Reino Unido.

## Historia
Después de la toma de las Malvinas por parte de Argentina en 1982, la gobernación argentina reservó al hospital para uso exclusivo de los malvinenses. Igualmente, las Fuerzas Armadas argentinas descartaron al Memorial por su limitada capacidad de camas e instalaron su hospital conjunto en una colonia estudiantil.
El director del hospital mantenía una actitud hostil contra las autoridades argentinas, por lo que fue reemplazado por un médico argentino.
El 10 de abril de 1984 el hospital fue destruido por un incendio. Murieron ocho personas y tres resultaron heridas. El nosocomio fue reconstruido en el mismo lugar conservando el mismo nombre.

## Traslados a otros sitios
Algunos de los pacientes con tratamientos graves o urgentes son generalmente trasladados al Reino Unido, Chile o Uruguay. Otras personas también han sido atendidas en la parte continental de Argentina, donde también se han realizado partos.
La Clínica Magallanes de Punta Arenas y el Hospital Memorial Rey Eduardo VII poseen estrechos vínculos de larga data por los malvinenses que se atienden allí regularmente. El personal de la clínica puntarenense habla inglés y han ocurrido casos de médicos que realizan pasantías entre los dos recintos. El hospital malvinense también deriva pacientes a la Clínica Alemana de Santiago de Chile. Generalmente viajan la gente con patologías graves o que deben realizarse cirugías complejas. La Clínica también ha realizado operativos médicos en el Hospital Rey Eduardo.